# Madár Gábor
Madár Gábor (Vác, 1938. október 18. –) labdarúgó, jelenleg utánpótlás edzőként dolgozik.
1952-ben kezdett futballozni szülővárosa NB II-es csapatában, itt töltött ideje alatt többszörös NB II válogatott volt.  1957-ben Zalaegerszegre került. Itt újra az NB II-ben játszott. Rövid időre a Haladáshoz igazolt, ami után 1962-től 1972-es visszavonulásáig újra ZTE játékos volt. A csapat utolsó évében feljutott az élvonalba, de ő az NB I-ben már nem játszott. Ezután a csapatnál szakosztályvezető volt és elvégezte a Testnevelési Főiskolát.
1979-ben a Nagykanizsai Olajbányásznál vállalt először vezetőedzői feladatot, ahol 8 évig dolgozott. Folyamatos javulást produkálva első évében harmadik, majd második és első helye szerezték meg az NB II-ben, de az osztályozókon nem sikerült kiharcolni a feljutást.

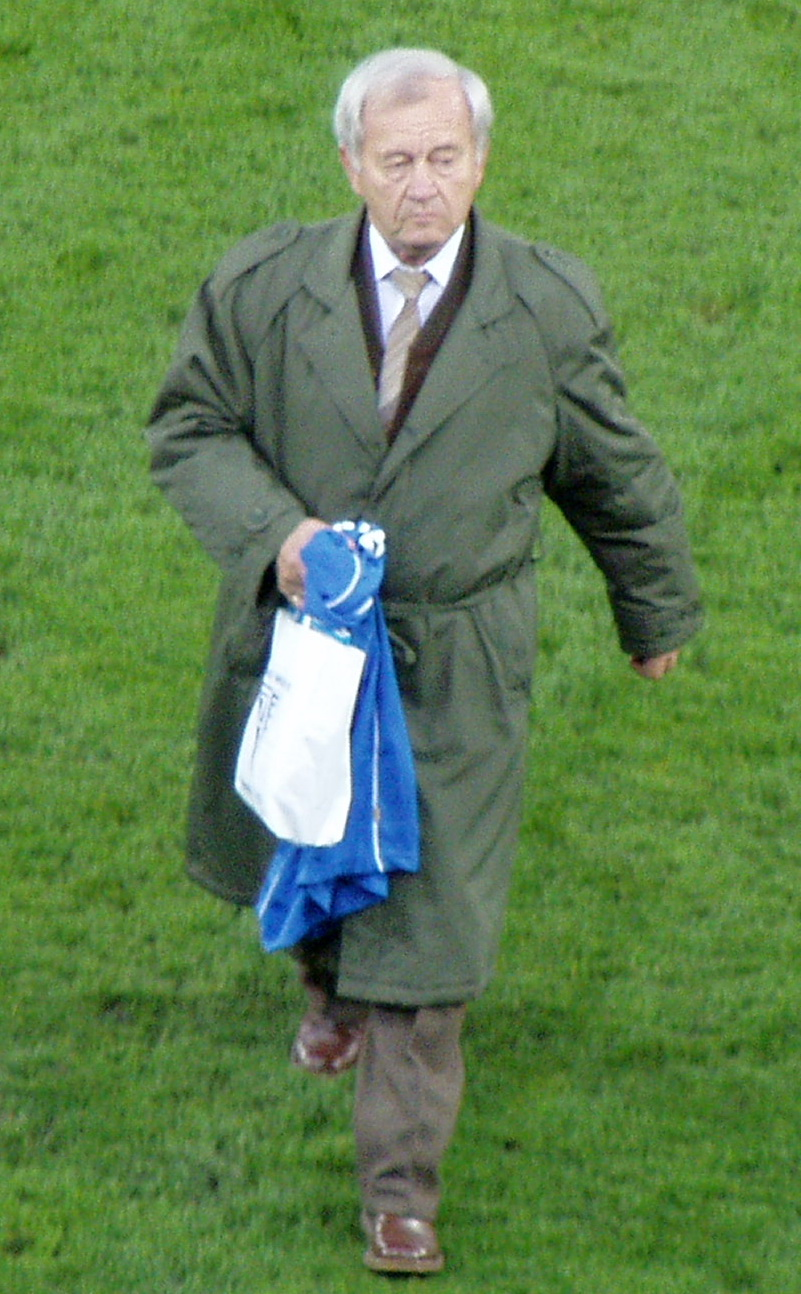
70. születésnapja alkalmából kapott ajándékcsomaggal

A ZTE-vel már nagyobb sikereket ért el, 1990-ben és 1994-ben is feljuttatta a csapatot. Dolgozott itt vezetőedzői megbízatáson kívül segédedzői, játékosmegfigyelői és utánpótlásedzői pozícióban is.
A ZMLSZ-nél hosszú időn keresztül a segédedző-képzésben tevékenykedett. 
2008-ban az MLSZ a Magyar Labdarúgásért Érdemérem bronzfokozatát adományozta neki.

## Külső hivatkozások
- Zalai Hírlap: Szemben a nagyokkal, 2008. május 24.
- A ZTE (újra)kezdő 11-e